# Ramoji Film City

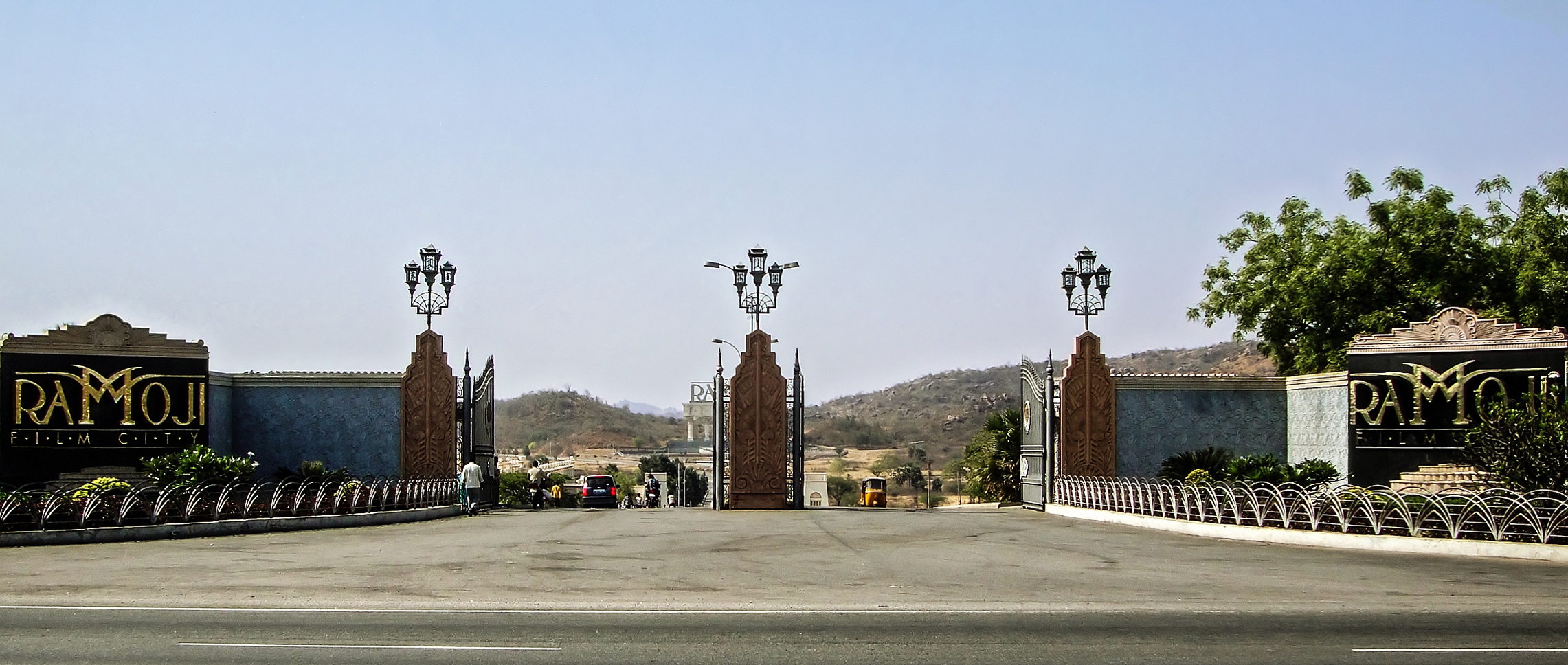
Eingang der Ramoji Film City

Ramoji Film City ist ein Filmstudio-Komplex und liegt in Indien. Er öffnete 1996, umfasst insgesamt fünf Quadratkilometer und liegt etwa 25 Kilometer von Hyderabad entfernt. Eigentümer ist der Geschäftsmann Ramoji Rao (1936–2024) mit seiner Ramoji Group.
Ramoji Film City ist daneben ein populäres asiatisches Tourismus- und Erholungsgebiet.

## Infrastruktur
Die Ramoji Film City bietet über 500 unterschiedliche Sets. Es können 20 internationale Filme und 40 indische Filme gleichzeitig produziert werden, dabei werden nicht nur Bollywoodfilme produziert, sondern auch Filme für Hollywood. Die Infrastruktur von RFC beinhaltet: Kostümdesign, sowie Make-up-Set, Aufbau- und Schießsets, Kamera und Equipment, Tonproduktion, Digitalisierung und alle weiteren relevanten Filmprozesse.

## Tourismus
Jedes Jahr besuchen über eine Million Touristen die Film City, was wiederum mehrere Milliarden Rupien einbringt.